# 20531 Stevebabcock
20531 Stevebabcock è un asteroide della fascia principale. Scoperto nel 1999, presenta un'orbita caratterizzata da un semiasse maggiore pari a 2,3820114 UA e da un'eccentricità di 0,1890609, inclinata di 2,93157° rispetto all'eclittica.